# Juan Santamaría

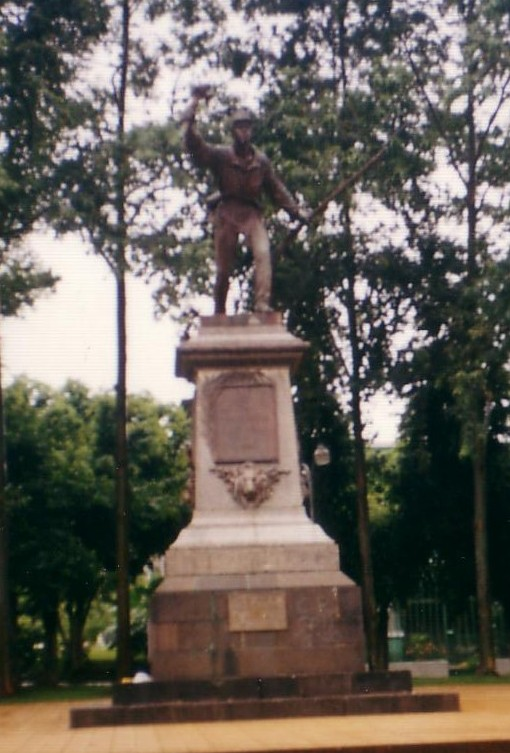
Statue von Juan Santamaría

Juan Santamaría (* 29. August 1831 in Alajuela; † 11. April 1856 in Rivas) war ein costa-ricanischer Soldat, der als Trommler in der Armee von Costa Rica diente. Durch seine Selbstaufopferung konnte die Armee die Zweite Schlacht von Rivas gewinnen und die Unabhängigkeit des Landes bewahren. Er gilt seither als Nationalheld des Landes.

## Geschichte

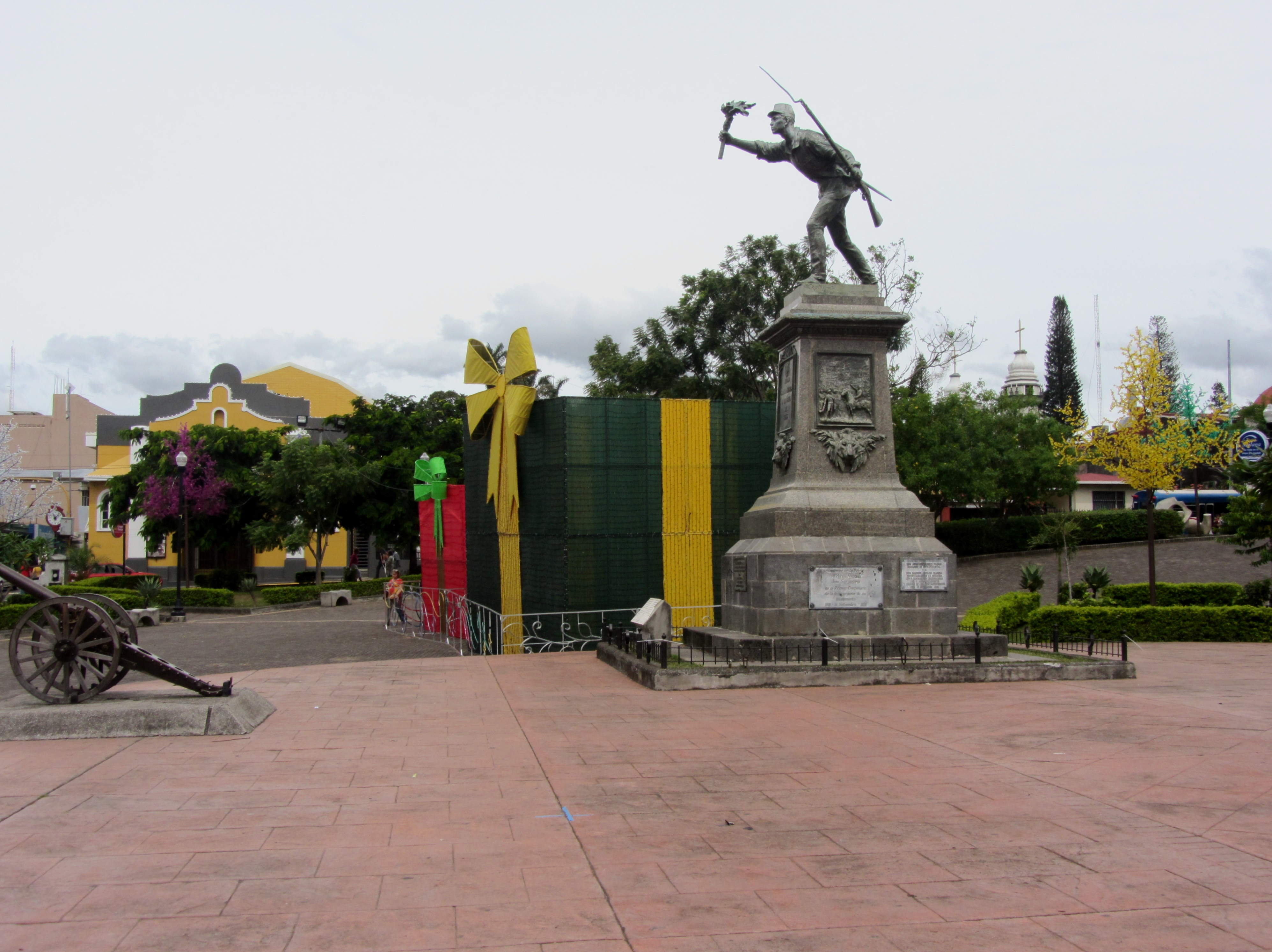
Santamaria, Juan -monumento Alajuela 05

Juan Santamaría wurde am 29. August 1831 in Alajuela, Costa Rica geboren. Er wuchs in bescheidenen Verhältnissen auf. Santamaría trat als Trommeljunge in die Armee von Costa Rica ein, als diese versuchte, den Einmarsch des US-Amerikaners William Walker und dessen Söldnertruppe zu begegnen. Es kam zur zweiten Schlacht von Rivas. Dabei hatten sich die Söldner in einer alten Hazienda verschanzt. Den Truppen von Costa Rica gelang es am 11. April 1856 in kurzer Zeit die Eindringlinge zu besiegen. Während des Kampfes gelang es Juan Santamaría, die Barrikaden der Gegner in Brand zu setzen. Dabei wurde er getötet.

## Gedenken
In Costa Rica wird Juan Santamaría noch heute als Nationalheld angesehen und geehrt. Namhafte Einrichtungen wie das Museo Juan Santamaría und der Juan Santamaría International Airport sind nach ihm benannt.
Der 11. April ist in Costa Rica ein Feiertag und wurde zu Ehren von Juan Santamaría eingeführt.